# Anisozyga bijugata
Anisozyga bijugata är en fjärilsart som beskrevs av W. Warren 1907. Anisozyga bijugata ingår i släktet Anisozyga och familjen mätare. Inga underarter finns listade i Catalogue of Life.